# مهرجان كان السينمائي 1989
مهرجان كان السينمائي لعام 1989 هو الدورة الـ42 للمهرجان عُقد في 11 إلى 23 مايو من عام 1989، حصل فيلم «جنس وأكاذيب وشريط فيديو» للمخرج الأمريكي ستيفن سودربرغ على السعفة الذهبية للمهرجان.